# Static Major
Static Major, właśc. Stephen Garrett (ur. 11 listopada 1974 w Louisville, zm. 25 lutego 2008) – amerykański piosenkarz, raper, pisarz tekstów, producent.
Static współpracował m.in. z takimi wykonawcami, jak Aaliyah, Ginuwine, Destiny's Child, Brandy, Timbaland, Memphis Bleek, Nas, Ludacris czy Lil Wayne. Ten ostatni zadedykował mu utwór „Lollipop”, który nagrali razem tuż przed śmiercią Statica.

## Śmierć
Stephen Garret „Static Major” zmarł z powodu błędu lekarskiego. Lekarze podczas operacji omyłkowo zerwali tętnicę szyjną, wskutek czego Static wykrwawił się na śmierć w ciągu kilkudziesięciu minut. Zmarł w swoim rodzinnym miasteczku Louisville, KY. Po wielokrotnej reanimacji i mimo podjętych prób lekarzy z Baptist East Hospital w Louisville Stephen Garrett zmarł na stole operacyjnym.